# 左術
左術（さじゅつ、生没年不詳）とは、江戸時代の浮世絵師。

## 来歴
師系不明。天保13年（1842年）刊行の『広益諸家人名録二編』に「画　賢斎 名左術　神田於玉ヶ池 西沢民治郎」とあり、別号を賢斎、俗名を西沢民治郎と称し、神田於玉ヶ池の辺りに住んだことが知られる。『浮世絵師伝』によれば広瀬菊雄の話として、通称を「民さん」と云い、江戸堀江町二丁目（現在の日本橋小舟町）の団扇問屋伊勢屋惣右衛門方に寄食し、種々の団扇絵を描いた。左筆（左利き）だったので自ら左術と号し、また壮年で妻を迎えず、或る日無断で外出した後、遂に行方不明となったという。作画期は天保から嘉永の頃にかけてとされ、作は団扇絵「東都日本橋之晴朝」が残る。